# RSPH1
RSPH1‏ (Radial spoke head 1 homolog) هوَ بروتين يُشَفر بواسطة جين RSPH1 في الإنسان.